# CT Chamaeleontis
CT Chamaeleontis (CT Cha) – gwiazda zmienna typu T Tauri położona w konstelacji Kameleona, oddalona o 165 ± 30 parseków. Jej jasność obserwowana wynosi ok. 13,00m.
We wrześniu 2008 ogłoszono odkrycie orbitującego ją obiektu astronomicznego CT Cha b, który jest albo planetą, albo brązowym karłem. Obiekt ten znajduje się w odległości 440 j.a. od CT Chamaeleontis.